# الاختلافات النصية في العهد الجديد
الاختلافات النصية في العهد الجديد (بالإنجليزية: Textual variants in the New Testament)‏ هي إحدى مجالات دراسات ما يعرف بالنقد النصي للعهد الجديد. تحدث الاختلافات النصية في المخطوطات عندما يُدخل الناسخ تعديلات متعمدة أو غير متعمدة على النص المستنسخ. من بين التعديلات الشائعة الحذف وإعادة الترتيب والتكرار أو استبدال كلمة واحدة أو أكثر عندما تعود عين الناسخ إلى كلمة مماثلة في موقع خاطئ في النص الأصلي. فمثلاً، إذا وقعت العين على كلمة سابقة، فينشأ عن ذلك التكرار، وإذا وقعت العين على كلمة لاحقة، فيحدث إغفال، أو قد يلجأ الناسخ إلى إجراء إعادة ترتيب طفيف في الكلمات للإبقاء على المعنى العام دون المساس السياق. وفي حالات أخرى، فإن الناسخ قد يضيف نص من الذاكرة من نص مماثل أو موازي في موقع آخر. خلاف ذلك، فإنه يمكن أيضًا استبدال بعض النصوص من الأصل من قراءة أخرى. وقد يتغيّر الهجاء في بعض الأحيان، وقد تتبدّل المرادفات، وقد يتبدل الضمير باسم ما (مثل «هو قال» تصبح «يسوع قال»).
كان أوريجانوس من أوائل من لاحظ وجود اختلافات بين مخطوطات النصوص التي جُمعت لتُكوّن العهد الجديد، وذلك في كتاباته في القرن الثالث الميلادي. بل واختار ما رآه أصح في النسخ المختلفة. على سبيل المثال، في إنجيل متى، إصحاح 27، عدد 16-17 حيث اختار لفظة «باراباس» بدلاً من «يسوع باراباس»، وذلك في تعليقاته على إنجيل متى. وفي إنجيل يوحنا، إصحاح 1، عدد 28 اختار «بيت عبرة» بدلاً من «بيت عنيا» للمكان الذي كان يوحنا المعمدان يُعمّد فيه، وذلك في تعليقاته على إنجيل يوحنا. وفي إنجيل متى، إصحاح 8، عدد 28 اختار لفظة «الجرجسيين» بدلاً من «الجراسيين» أو «الجداريين». وفي رسالة بولس الرسول إلى العبرانيين، إصحاح 2، عدد 9، لاحظ أوريجانوس وجود قراءتين مختلفتين: «بعيدا عن الله» و«بنعمة الله».
في نسخة جون مل اليونانية للعهد الجديد المكتوبة سنة 1707 م، قُدّرت عدد الاختلافات النصية بنحو 30,000 اختلاف عن النصوص المرافقة لها التي اعتمدت على حوالي 100 مخطوطة يونانية. وفي سنة 1897 م، قدّر إبرهارد نستله هذه الاختلافات بنحو 150,000-200,000 اختلاف. وقدّر بارت إيرمان أنه هناك بين 200,000-400,000 اختلاف في عدة ملايين صفحة من المخطوطات، وفي سنة 2014 م، رفع إلدون إب التقدير إلى نحو 750,000 اختلاف. كما حددّت آخر التقديرات عدد الاختلافات غير الإملائية في مخطوطات العهد الجديد بنحو 500,000 اختلاف.

## وصلات خارجية
- The Comparative Critical Greek New Testament
- Variantes textuais (بالبرتغالية)
- Varianten Textus receptus versus Nestle-Aland
- The Gospel of John part of the Holy Bible